# Polaco
Polaco è un termine usato in Spagna per definire i catalani o la loro lingua.  Questo termine ha una connotazione dispregiativa e ha avuto un uso notevole a metà del XX secolo, soprattutto durante il regime di Franco. In epoca contemporanea, è usato raramente in ambito colloquiale e, comunque, può essere interpretato come un insulto.  
Tra i diversi riferimenti ingiuriosi ai catalani usati in spagnolo, come "catalufos", "catalinos", "catalardos" o le sue variazioni escatologiche, non sono così estese come "polacos"   Allo stesso tempo, mentre "catalufos" o "catalardos" si usano nei confronti dei catalani fin dal nazionalismo spagnolo, il termine "polacos" è più dolce, e comprende dall'ironia paternalista, al disprezzo, e persino l'aggressività. Il nome è usato principalmente nello spagnolo parlato, sebbene appaia occasionalmente anche per iscritto, essendo tipico della lingua colloquiale, ma a volte può apparire nello spagnolo letterario.